# 추수경장군묘역
추수경장군묘역은 대한민국 전북 완주군 봉동읍 은하리 103번지에 있는 세심당(洗心堂) 추수경(1530∼1600) 장군의 묘역이다. 1998년 1월 9일 전라북도기념물 제94호로 지정되었다.

## 개요
선조 24년(1591) 명나라의 무강자사가 되었으며, 1592년 임진왜란 때에 명나라의 신종에게 청원하여 이여송의 원군을 출병케 하였고, 자신도 위기에 처한 조선을 구원하기 위해 총병아장으로 다섯 아들과 군사 5000명을 이끌고 함께 참전하였다. 또한 1593년 2월 곽산 대첩을 시작으로 평양성 탈환, 개성ㆍ한양 수복작전에 참여하는 등 혁혁한 공을 세웠다.
1597년 정유재란 때는 남원 전투에 참전했고, 전주 방어에 사력을 다하던 중 안덕원전투에서 중상을 입었으나 전주사고(全州史庫)를 끝까지 지켰다. 명나라 군사들의 환국(還國)시 조상(祖上)의 나라에 남기로 하고 전투에 참가한 5명의 아들과 함께 완주군 봉동읍 추동(秋洞)에 남았다가 600년(선조 33) 9월에 71세의 일기로 사망했는데, 조정에서는 그의 공로를 인정하여 죽은 뒤에 시호(諡號)를 내리고 호성공신·완산부원군으로 봉하였다. 추동이라는 마을 이름도 추수경 장군으로 인해 생긴 것이다.
묘의 앞에는 묘비가 있고, 제사를 드리기 위한 건물은 없어지고 터만 남아 있다.
무덤 앞에 있는 비는 1973년에 새로 세운 것인데, 원래의 비는 일제강점기 때 묘역이 훼손되었다고 한다. 그러나 완주군은 장군의 정신을 기리기 위해 2002년부터 2004년까지 군비와 도비 등 모두 6억여원을 들여 추 장군의 묘역을 정비하고 인근에 장군의 영정을 모시는 봉양제와 삼문, 관리사 등을 지었다. 또 묘지주변 부지 250여평을 사들여 장군의 공적과 호국정신을 기록한 묘비와 상석, 양마석, 망주석을 세웠다.

## 참고 문헌
문화재청
지역n문화
한국향토문화전자대전 보관됨 2020-09-29 - 웨이백 머신
연합뉴스 <추수경(秋水鏡) 장군 묘역 성역화 준공>